# جنت

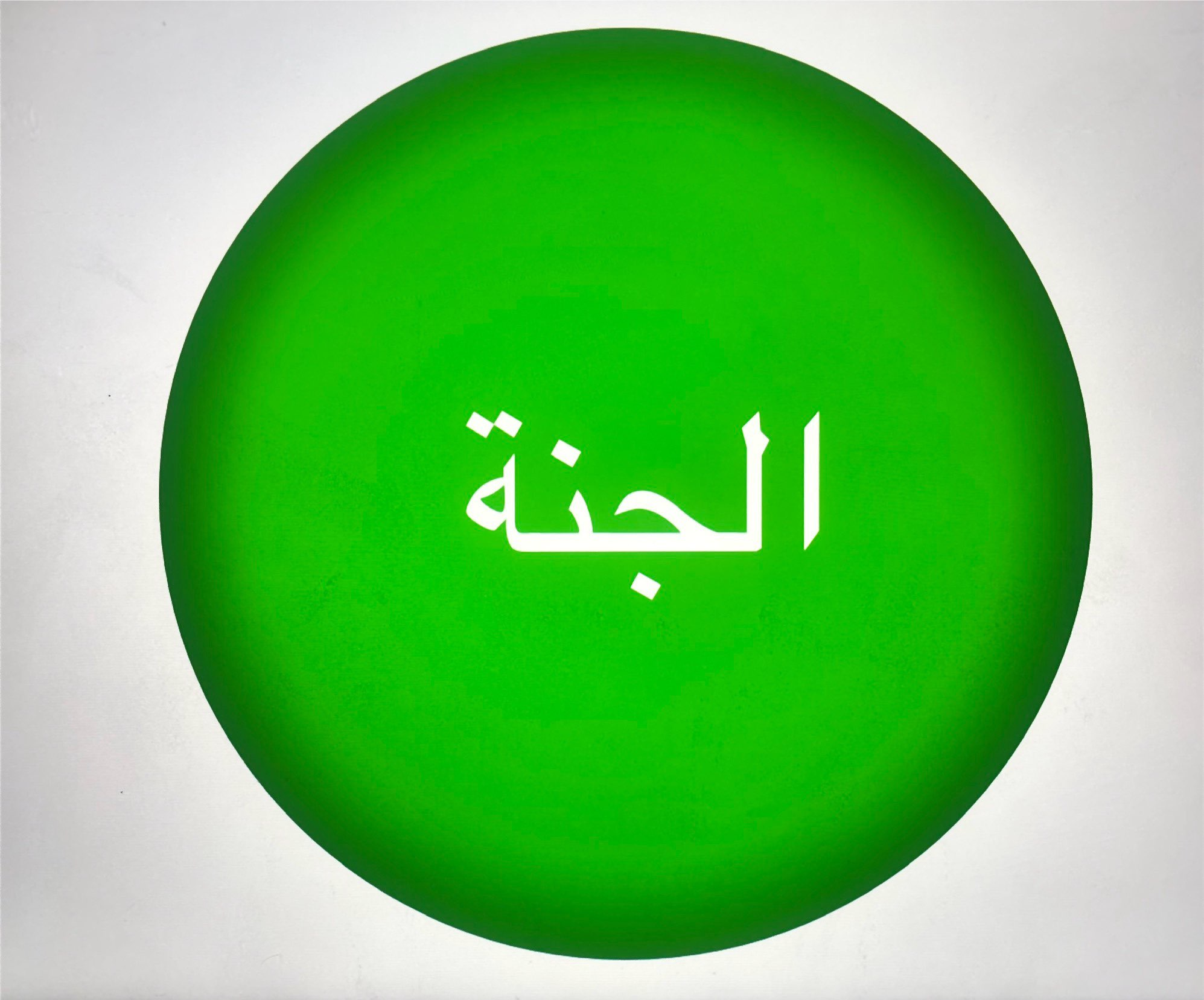
لوگوتایپ ساده‌ای از کلمه بهشت در عربی "الجنه"

جنت (به عربی: جنّة)، به معنای بهشت، مفهومی در اسلام است که مومنان و نیکوکاران پس از روز قیامت به آن جا رفته و زندگی ابدی با پاداش های الهی خواهند داشت. این مفهوم در تمام ادیان توحیدی وجود دارد.

## بهشت از دیدگاه قرآن
در نظر قرآن، مؤمنان و صالحان سرانجام به جایی ابدی به نام جنت می‌روند و زندگی پر نعمت و خوشی را در پیش می‌گیرند بنابر آیات قرآن این وعده الهی قطعی است.

قرآن از دو بهشت نام برده: یکی در عالم برزخ که موقت است و دیگری در آن جهان که جاودان است.
بهشت درجات و مراتبی دارد و برخی از آن‌ها بر دیگری برتری دارند. نعمت‌های بهشتی نیز بسته به درجات بهشتیان، گوناگونی دارند.
درقرآن کریم بهشت دارای ۸نام ست: دارالجلال، دارالقرار، دارالسلام، جنه الفردوس، جنه الماوی، جنه الخلد، جنه النعیم، جنه عدن. در روایات از اسامی فوق به هر یک از درها یا طبقات هشتگانه اطلاق می‌شود و از هر یک از آنها گروهی وارد و یا در آن سکنی می‌گزینند.وبهترین قسمت بهشت اعلی علیین است که محل استقرار انبیاء الهی است و پس از آنان اولیاء الله و در مراحل بعدی سابقین (مقربین)، علماء، شهداء، صالحین و دیگر مومنان قرار دارند

### یک:نعمتهای جسمانی بهشت
درقرآن کریم از نعمتهای جسمانی بهشت به شرح زیر یاد شده است. باغ‌ها و نهرهای جاری در آن، سایه‌های ملایم و دائمی، قصرها، فرش‌ها و تخت‌های گسترده، غذاهای آماده، شرابهای طهور تسنیم و رحیق، ظروف لباسها و زینتها، همسران پاک بکر و همسر دوست (حورالعین)، خادمان کمر بسته به خدمت، ساقیان جام بدست، پیش پذیرائی، دختران نار پستان و همسن، شرابی باطبع کافور، رحیقی مختوم به مشک و یا زنجبیل از چشمه‌ای به نام سلسبیل، دیبای نازک و حریر و استبرق و دستبندهای سیمین، شراب هایی که هرگز مستی و خماری ندارد، میوه دلخواه و گوشت تازه، زنان زیبا و سیاه چشم چون لولو مکنون، نهرهایی از شیر و شراب و عسل مصفا

### دو:نعمتهای روحانی بهشت
احترام مخصوص، صلح و صفا، امنیت، دوستان خوب، محبت و نشاط، خشنودی خداوند، ابدیت نعمت‌ها، انچه بخواهند هست، منتی درکار نیست، سخن بیهوده در کار نیست، طراوت از سیمای آنان می‌بارد، سلام و سلامتی و آسایش ابدی، روبروی هم می‌نشینند و از گذشته‌ها صحبت می‌کنند، در بیان می گویند سبحانک ا… ، درودشان سلام است و اخر الحمدالله رب‌ العالمین، در کنار همسران و فرزندان صالح خود قرار دارند.و

## توصیف بهشت توسط امامان و علی ابن ابی طالب
علی ابن ابیطالب در نهج البلاغه بهشت را اینگونه توصیف کرده است
اگر با چشم دل به آنچه که از بهشت برای تو وصف کرده‌اند بنگری، از آنچه در دنیاست دل می‌کنی، هر چند شگفتی‌آور و زیبا باشد؟ از خواهشهای نفسانی و خوشیهای زندگانی و منظره‌های آراسته و زیبای ان کناره می‌گیری، و اگر فکرت را به درختان بهشتی مشغول داری که شاخه‌هایشان همواره به هم می‌خورند و ریشه‌های آن در توده‌های مشک پنهان و در ساحل جویباران بهشت قرار گرفته آبیاری می‌گردند، و خوشه‌هایی از لؤلؤ آبدار به شاخه‌های بزرگ و کوچک درختان آویخته و میوه‌های گوناگونی که از درون غلاف‌ها و پوشش‌ها سر بیرون کرده‌اند، سرگردان و حیرتزده می‌گردی: شاخه‌های پر میوهٔ بهشت که بدون زحمتی خم شده در دسترس قرار گیرند، تا چینندهٔ ان هرگاه که خواهد برچیند، مهمانداران بهشت گرد ساکنان ان و پیرامون کاخهایشان در گردشند و آنان را با عسلهای پاکیزه و شرابهای گوارا پذیرایی کنند. آنان کسانی اند که همواره از کرامت الهی بهره مندند تا آنگاه که در سرای ثابت خویش فرود آیند و از نقل و انتقال سفرها آسوده گردند. ای شنونده! اگر دل خود را به منظره‌های زیبایی که در بهشت به ان می‌رسی مشغول داری، روح تو با اشتیاق فراوان به ان سامان پرواز خواهد کرد، و از این مجلس من با شتاب به همسایگی اهل قبور خواهی شتافت. خداوند با لطف خود من وشما را از کسانی قرار دهد که با دل و جان برای رسیدن به جایگاه نیکان تلاش می‌کند.
طوبی (طوبا) یا شجره طوبی نام درختی بسیار بلند در بهشت است. اصل و ریشه این درخت در خانه محمّد پیامبر اسلام و علی بن ابی طالب جانشینِ محمّد، و شاخه‌های آن در خانه‌های مؤمنان است.
از جعفر صادق روایت شده است که پیامبر اکرم، دخترش فاطمه را زیاد می‌بوسید. عایشه (به دلیل حسادتی که داشت) این کار را ناپسند شمرد! پس رسول خدا گفت: ای عایشه! هنگامی که مرا به معراج بردند، داخل بهشت شدم. جبرئیل مرا به نزدیک «طوبی» برد و از آن درخت، سیبی به من داد و خوردم. از این سیب، نطفه‌ای تولید شد که پس از بازگشت به زمین با همسرم خدیجه همبستر شدم و او به فاطمه باردار شد. اکنون هر گاه اشتیاق بهشت پیدا می‌کنم دخترم را می‌بوسم، من هیچ وقت او را نبوسیدم مگر آنکه بوی درخت طوبی را استشمام کردم؛ پس او حوریه‌ی انسان نماست.
واژه طوبی در قرآن، در آیه ۲۹ سوره رعد آمده ‌است: «الَّذِینَ آمَنُوا وَعَمِلُوا الصّالِحاتِ طُوبی لَهُمْ وَحُسْنُ مَآبٍ»؛ «آنان که ایمان آوردند و کردند کارهای شایسته، خوش باد ایشان را و نیکوئی بازگشت».

## آثار نگارش شده
آثار مستقل فراوانی درباره بهشت تالیف شده و علاوه بر آن، در بسیاری از کتب حدیثی، بخش‌های مهمی به نقل روایات مرتبط با بهشت اختصاص یافته است. 

### آثار شیعی
برخی از آثار شیعی در این باب، عبارتند از:
- مَعالم الزُلفی، نوشته سید هاشم بحرانی.
- کتاب العدل و المعاد در بحارالانوار، نوشته محمدباقر مجلسی.
- صفة الجنّة و النار، مجموعه‌ای از احادیث امام باقر(ع) وامام صادق(ع) درباره بهشت ، نوشته سُعَید بن جَناح اَزْدی از اصحاب امام کاظم(ع) و امام رضا(ع). این کتاب به طور کامل در الاختصاص و به نقل از آن در بحارالانوار نقل شده است.

### آثار اهل سنت
علاوه بر آثار شیعی، برخی آثار اهل سنت هم به نقل احادیث مرتبط با بهشت و  پرداخته‌اند؛ از جمله:
- صفة الجنه، نوشته ابونُعیم اصفهانی.
- شعب الایمان، نوشته احمد بن حسین بیهقی.
- الترغیب و الترهیب، نوشته عبدالعظیم بن عبدالقوی مُنذری.
- التذکره فی احوال الموتی و امور الاخرة، نوشته شمس الدین قرطبی
- حادی الارواح الی بلاد الافراح، نوشته ابن قیم جوزیه